# Внешняя политика США
Внешняя политика Соединённых Штатов Америки — набор внешнеполитических целей и методов, используемых США в отношении других стран. Внешняя политика определяется президентом и осуществляется государственным департаментом во главе с государственным секретарём.
Официально доктрина внешней политики сводится к интересам обеспечения более безопасного, демократического и процветающего мира на благо граждан США и международного сообщества. Соединённые Штаты играют крайне важную роль в международных отношениях, имея самую развитую в мире сеть дипломатических представительств. США — член-учредитель Организации Объединённых Наций и Северо-атлантического альянса, постоянный член Совета Безопасности ООН.

## История
Уже во время Первой мировой войны США предпринимали усилия к тому, чтобы выйти в лидирующие позиции на мировой политической арене. В 1914—1917 годы США вели политику нейтралитета, что положительно повлияло на экономику страны {фактические данные, подтверждающие это заключение?}.
В 1920-е годы США вели борьбу за политическую экспансию в Латинской Америке, скупая земли и предоставляя кредиты через свои компании. В некоторых странах этого региона США напрямую контролировали финансы и таможню, в ряде случаев подкрепляя своё присутствие армией.
Перед Второй мировой войной в правящей элите США весьма популярной была доктрина изоляционизма.
Победоносное завершение Второй мировой войны и проведённые атомные бомбардировки Японии в августе 1945 года стремительно изменили роль и значение США в европейской и мировой политике. Весьма успешное осуществление в 1947—1952 годах плана экономической помощи странам Западной Европы, получившее название плана Маршалла позволило США окончательно «закрепить» за собой доминирующее экономическое и политическое влияние на Западную Европу, а затем[как?] и на другие регионы мира.
Как отмечает в 2012 году гарвардский проф. С. М. Уолт, США являются «гегемоном в западном полушарии».
С 1940-х годов Соединённые Штаты принимали участие во множестве вооружённых конфликтов и военных переворотов во всём мире, среди которых переворот в Иране в 1953 году, Операция в заливе Свиней в 1961 году, войны в Югославии, Афганистане и Ираке.
Как отмечала в 2002 году «Жэньминь Жибао», после окончания холодной войны США стремились к созданию однополярного мира под своим руководством.
По мнению профессора Джона Грея, утрата США первенства в мире обозначилась с началом войны в Ираке, ускорившись с мировым экономическим кризисом (с 2008 года).
Согласно заявлению бывшего посла США в России Джеймса Коллинза в 2015 году, какие-либо разговоры о пересмотре внешней политики США и перемене приоритетов не имеют под собой оснований: перед США как и прежде стоят вопросы сдерживания Китая, решение проблем исламского радикализма, контроля над нефтяными ресурсами, упрочения НАТО и развития Трансатлантических отношений, создания альянса с демократическими государствами Дальнего Востока, с Индией, особое значение имеет проблема Ирана.

## Дипломатические отношения
Соединённые Штаты имеют дипломатические отношения со всеми странами мира, кроме 5 государств:
- Бутан
- Северная Корея
- Иран (прекращены 7 апреля 1980 года)
- Сирия (прекращены в 2012 году)
- Венесуэла (прекращены 23 января 2019 года)

## США и ООН
США являются сооснователем и постоянным членом ООН. 15 сентября 2011 года, в связи с открытием очередной сессии Генассамблеи ООН, помощник госсекретаря США Эстер Бриммер выступила с заявлением, в котором указала, что «участие США в работе ООН укрепляет нашу национальную безопасность, продвигает базовые американские ценности и поддерживает глобальные институты и инфраструктуру, от которых зависит экономика 21-го века». Также Бриммер заявила о том, что США «не должны и не будут» отказываться от своей лидирующей роли в ООН, и о том, что исполнительная ветвь власти в Вашингтоне также не собирается следовать «раздающимся вновь реакционным призывам удерживать взносы США» в бюджет системы ООН: «На протяжении слишком долгого времени США играли в игры со своими взносами, уплачивая их, когда хотели, и удерживая их в тех случаях, при которых считали это каким-то образом оправданным. Это подрывало репутацию США и вредило нашей способности добиваться тех или иных целей в ООН». Так, 13 октября 2011 года Комитет по международным делам Палаты представителей Конгресса США одобрил законопроект, ограничивающий участие Вашингтона в финансировании ООН, объясняя это тем, что только сокращение финансирования со стороны США способно повлиять на ООН в связи с вопросом признания Палестины. Законопроект предусматривает, в частности, перевод финансирования ООН на добровольную основу. При этом в 2010 году США вложили в ООН 7,7 миллиарда долларов, что составляет 22 % от бюджета организации.
19 июня 2018 США вышли из Совета ООН по правам человека.
31 декабря 2018 США вышли из ЮНЕСКО, учреждения ООН по вопросам образования, науки и культуры.

## США и НАТО
Военно-политический альянс НАТО был создан 4 апреля 1949 и объединил под эгидой США 10 государств западной Европы и Канаду. До 1991 альянс расширился до 15 членов, включив целиком Германию, а также Испанию, Грецию и Турцию. Первоначально НАТО создавался с целью предотвращения потенциальной советской агрессии против западной Европы. В 1955 в восточной Европе с аналогичной целью была создана Организация Варшавского договора при руководящей роли Советского Союза. Таким образом, Европа оставалась разделённой на протяжении ещё более 30 лет.
Устав НАТО предполагает, что агрессия против любого из участников договора приравнивается к агрессии против всех стран, входящих в альянс. Хотя США объявили о своём нейтралитете в британско-аргентинском конфликте и напрямую не выступили против Аргентины, они оказали существенную поддержку Великобритании.
В 1991 Варшавский договор был распущен, и Холодная война была официально объявлена прекращённой. Таким образом, исчезла первопричина появления самого НАТО. Тем не менее по соглашению с СССР в НАТО была включена ГДР, уже вошедшая в состав ФРГ. После этого советскому руководству были даны гарантии того, что на территории Германии никогда не будут расположены элементы стратегических ядерных сил США, а НАТО не будет расширяться на восток.
Внимание НАТО переключилось с Советского Союза на Югославию. С 1993 авиация НАТО принимает активное участие в Боснийской войне. Весной 1999 начинается самая масштабная военная операция в истории альянса — 78-дневная бомбардировка Сербии.
1999 год стал переломным в истории НАТО: в 1999 в альянс вошли Венгрия, Польша и Чехия, в 2004 в состав НАТО вошли ещё 7 государств восточной Европы, в том числе 3 бывшие советские республики — Эстония, Латвия и Литва. К этому времени США уже объявили о своей Войне против терроризма. Контингент НАТО в 2001 был введён в Афганистан в ответ на теракты 11 сентября. В 2003, однако, некоторые европейские союзники США по НАТО отказались вступать в Иракскую войну.
В настоящее время правительства семи государств Европы, проводят активную атлантистскую внешнюю политику и ставят своей целью вступить в НАТО.
В апреле 2017 года президент США Дональд Трамп подписал протокол о вступлении Черногории в НАТО.

## США и Россия
В отношении России США ведут ограничительную экономическую политику по принципу поправок Джексона-Вэника (данная поправка вводила эмбарго по отношению к СССР, основываясь на существовании дискриминации евреев). До 1994 года действовала организация КОКОМ (аббр. Международный координационный комитет по экспортному контролю), созданная в 1949 году США и другими странами НАТО с целью контроля экспорта в СССР, а позже в страны Варшавского договора.
По мнению Михаила Леонтьева, внешняя политика США отличается агрессивностью.
В 2002 году Министр иностранных дел России Игорь Иванов отмечал, что «в Соединённых Штатах есть силы, которые не хотели бы вообще никаких договорённостей. И не только с Россией, но и с другими странами. Это представители тех кругов, которые выступают за то, чтобы Соединённые Штаты по своему усмотрению осуществляли те или иные акции на международной арене».
Валентин Фалин отмечал: «словам Вашингтона веры нет, он жонглирует ими по своему усмотрению, нарушает даже договоры, ратифицированные сенатом».
11 сентября 2013 года президент РФ В. Путин написал редакционную статью в «Нью-Йорк Таймс», предназначенную для американской общественности и призывающую США к сдержанности при обдумывании военного удара по Сирии, в которой отмечал:
«Тревожно то, что вооруженное вмешательство во внутренние конфликты, вспыхивающие в других странах, стало привычным делом для Соединенных Штатов. Отвечает ли это долгосрочным интересам Америки? Сомневаюсь. Миллионы людей во всем мире всё чаще относятся к Америке не как к образцу демократии, а как к стране, полагающейся исключительно на грубую силу, на сколачивание коалиций под лозунгом „кто не с нами, тот против нас“».

## США и Африка
В декабре 2022 года США провели саммит «США — Африка».

## Посредничество в процессах демократизации других стран
Демократия провозглашается одной из основных целей внешней политики США. По докладам Госдепартамента США примерами успеха такой модели могут считаться «цветные революции» в Грузии и на Украине , политические преобразования в Сербии (включая Косово) и Черногории.
У ряда наблюдателей в последние годы процесс «экспорта демократии» получил негативную оценку. Противники гегемонии США часто используют термин «демократизация международной жизни» для обозначения желательных, по их мнению, перемен в системе международных отношений «без навязывания моделей развития и форсирования естественного хода исторического процесса».
В этом контексте нужно включить понятие распространения демократии, как политику навязывания культуры и идеологии другим странам. Безопасность США определяется степенью зависимости режима в других странах от США. Концепция «расширения демократии» развивалась в идейном русле вильсонианского либерального универсализма, который традиционно сочетал в себе прагматику национальных интересов Америки с представлениями об американской идеологической миссии — нести либерально-демократические принципы всему миру.
Мадлен Олбрайт, занимавшая пост госсекретаря во время второй администрации Билла Клинтона, высказалась по этому поводу, заявив: «то, что Соединённые Штаты отождествляют себя с демократией, жизненно важно для американских интересов».
По мнению Роберта Кагана (2011), администрация Обамы фактически вернулась к клинтоновской формуле «незаменимая страна». Каган считает, что, цель внешней политики США состоит в возрождении и укреплении мирового либерального порядка, и что нынешняя администрация «идёт в этом направлении. И тогда возникает большой вопрос: как вписать в эту схему Китай? Как вписать в неё Россию?» По его мнению, в настоящее время «не так остро стоит вопрос о продвижении демократии, сколько о её защите», «в данный момент речь не идёт о крестовом походе. Это в значительной мере вопрос консолидации и демократической солидарности».
По мнению политолога Дмитрия Саймса (2012): «за последние годы в США возник комплекс по распространению демократии. Возникли целые организации, которые этим занимаются профессионально, для которых это стало источником дохода и основным смыслом существования. Это тысячи и тысячи людей, связанных с администрацией и конгрессом. И это очень интересная ситуация: с одной стороны, эти неправительственные организации в основном администрацией и конгрессом и финансируются. А с другой — имеют право на администрацию и конгресс давить. И это даёт им уникальную заинтересованность в том, чтобы продвижение демократии стало американским внешнеполитическим приоритетом».

## Финансовая помощь другим странам
«Содействие международному развитию» — одно из приоритетных декларируемых направлений внешней политики США. После окончания Второй мировой войны значительную роль сыграл «План Маршалла» — программа помощи разорённым войной странам Западной Европы. В 1961 году было учреждено Агентство по международному развитию США. Ежегодно на «содействие международному развитию» США выделяют 0,5 % федерального бюджета. Помощь США направлена на поддержку почти 100 проамериканских режимов, расположенных в таких регионах, как страны Африки южнее Сахары, Азия, Европа и Евразия, Латинская Америка и территория Карибского бассейна, Ближний Восток. США является мировым лидером по предоставлению официальной «помощи развитию» (ОПР) в абсолютном выражении. Объём ОПР со стороны США в 2007 году составил 21 787 млн долларов (в 2006 — 23 532 млн долларов, в 2005 — 27 935 млн долларов, в 2004 — 19 705 млн долларов).
США оказывают также значительную военную помощь своим союзникам. По итогам 2011 финансового года в рамках межправительственных соглашений по программе военной помощи, иностранным государствам (FMS) было поставлено продукции военного назначения на 28,3 миллиарда долларов. Ещё на 6,5 миллиарда долларов продукции военного назначения было поставлено в рамках различных соглашений по обеспечению безопасности. Список из десяти главных покупателей американского оружия, позволивших США заработать более 30 млрд долларов, включал Афганистан (5,4 миллиарда долларов), Тайвань (4,9 млрд), Индию (4,5 млрд), Австралию (3,9 млрд), Саудовскую Аравию (3,5 млрд), Ирак (2 млрд), ОАЭ (1,5 млрд), Израиль (1,4 млрд), Японию (0,5 млрд), Швецию (0,5 млрд).
США оказывает значительную финансовую помощь Израилю с самого его возникновения в 1948 году. Кроме военной, Израиль получает от США и так называемую «экономическую помощь» (эти деньги идут на погашение израильского долга по военным кредитам, взятым у США до 1985 года). С 1986 года общий объём помощи составляет около 3 млрд долларов ежегодно.
Иногда отказ США в помощи используется как инструмент давления. Так, была прекращена военная помощь 35 государствам, отказавшимся подписать с США соглашения о невыдаче граждан США Международному уголовному суду (договор о создании этого суда США сначала подписали, но затем отозвали свою подпись). При этом на июль 2003 года США удалось заключить такие соглашения с 51 государством.
Стало известно, что США сократят финансовую помощь Украине почти на 70 %. Таким образом, Украина может рассчитывать на получение вместо запланированных 570 млн долларов — лишь 177 млн.

## Внешняя культурная политика
Многие бывшие выпускники образовательных программ США занимают ведущие государственные посты в своих странах. Так, 80 % членов правительства Саудовской Аравии получили образование в американских университетах, 75 % парламента в Кении были обучены в США. Программы международной культурной политики на правительственном уровне рассматриваются как одно из самых эффективных направлений публичной дипломатии, способствующих стабильности и процветанию в развивающихся или находящихся в переходном периоде странах. Основными инструментами реализации американского внешнего культурного влияния выступают СМИ, в первую очередь американские.

## Критика
Внешняя политика США всё чаще подвергается критике, как источник нестабильности во всех регионах, где есть интересы США. В частности, участие США в «цветных революциях» по всему миру, поддержка оппозиционных и лояльных к США организаций через некоммерческие фонды, осуществление государственных переворотов. По мнению некоторых наблюдателей, США увлеклись идеей мирового господства и создания однополярного мира, что в последние десятилетия совершенно не скрывается американскими политиками.
По мнению бывшего дипломата и сотрудника Пентагона Чеза Фримена, внешняя политика США опирается в основном на силовые решения, в силу ощущения собственного военного превосходства и пренебрежения интересами других стран и страдает от низкого профессионализма дипломатов высшего звена.
В апреле 2023 года CNN сообщил об утечке в Интернет секретных документов Пентагона. Было отмечено, что часть документов продемонстрировала масштабы операций прослушивания, которые США осуществляли в отношении ключевых союзников, таких как Южная Корея, Израиль и Украина. Было отмечено, что дипломаты из некоторых из упомянутых стран выразили CNN разочарование по поводу утечки и заявили, что публичное раскрытие подобной информации вредит репутации США.
США подвергаются критике за двойные стандарты в виде апеллирования к международному порядку, основанному на правилах (rules-based order) и в то же время игнорирование этих правил, к примеру, установлением 100% заградительного тарифа на импорт некоторых товаров из США вопреки правилам ВТО или угрозами санкций Международному уголовному суду за попытку выдать ордер на арест руководства Израиля за преступления во время войны в Газе.